# Semipallium crouchi
Semipallium crouchi is een tweekleppigensoort uit de familie van de Pectinidae. De wetenschappelijke naam van de soort is voor het eerst geldig gepubliceerd in 1892 door E. A. Smith.